# Мароне
Мароне (итал. Marone) — коммуна в Италии, в провинции Брешиа области Ломбардия.
Население составляет 3057 человек (2008 г.), плотность населения составляет 139 чел./км². Занимает площадь 22 км². Почтовый индекс — 25054. Телефонный код — 030.
Покровителем коммуны почитается святитель Мартин Турский, празднование 11 ноября.

## Демография
Динамика населения:

## Администрация коммуны
- Официальный сайт: http://www.comune.marone.bs.it/